# Capitale du crime volume 3
Albums de La Fouine
La Fouine vs Laouni
(2011) Drôle de parcours
(2013)
Singles
1. VNTM.com
2. Vécu
3. J'arrive En Balle
4. C'est Bien De...
5. Ben Laden
6. Rollin' Like A Boss
7. Jalousie
8. Capitale Du Crime 3

Capitale Du Crime 3 ou Capitale Du Crime Volume 3 est le troisième volume des mixtapes Capitale Du Crime de La Fouine, sortie le 28 novembre 2011.

## Classements et ventes
La mixtape est entrée 10e au classement des ventes d'albums en France avec plus de 10 000 exemplaires vendus. Elle fut disque d'or avec plus de 65 000 ventes.[réf. souhaitée].

## Liste des pistes
| No  | Titre                                                             | Producteur(s)                            | Durée |
| --- | ----------------------------------------------------------------- | ---------------------------------------- | ----- |
| 1.  | Nouveau Boss                                                      | Djazzi, Gun Roulett, DJ Erise & Doc Ness | 2:15  |
| 2.  | Vntm.com (feat. DJ Khaled)                                        | Gun Roulett                              | 3:02  |
| 3.  | C'est ça le thème                                                 | Prinzly                                  | 3:20  |
| 4.  | Ben Laden                                                         | Gun Roulett & Sonny Alves                | 3:45  |
| 5.  | Encore une nuit (feat. Corneille & Soprano)                       | Spike Miller                             | 3:21  |
| 6.  | J'arrive en balle (feat. Fababy)                                  | Canardo                                  | 3:19  |
| 7.  | Rollin' Like a Boss (feat. T-Pain & MacKenson)                    | DJ Battle & Gee Futuristic               | 4:02  |
| 8.  | Jalousie (feat. Fababy, Leck & Six)                               | Oz Touch                                 | 4:59  |
| 9.  | On se refait (feat. Mister You)                                   | DJ Erise & Doc Ness                      | 3:17  |
| 10. | C'est bien de... (Fababy feat. La Fouine)                         | DJ Erise & Doc Ness                      | 3:45  |
| 11. | Meilleur Ennemi (feat. Nessbeal)                                  | Jay Fase                                 | 2:49  |
| 12. | T'es mort dans l'film (feat. Ace Hood)                            | DJ Erise & Doc Ness                      | 3:04  |
| 13. | Vécu (feat. Kamelancien)                                          | K-Sba                                    | 5:21  |
| 14. | Tu vas prendre cher (feat. Orelsan)                               | DJ Erise & Doc Ness                      | 3:33  |
| 15. | Bienvenue dans le 78                                              | Spike Miller & Cookin Soul               | 2:54  |
| 16. | Pendez-les 2012 (feat. R.E.D.K., Sadek, S.Pri Noir & Still Fresh) | Oz Touch                                 | 3:50  |
| 17. | Drogba (feat. Alonzo, Sultan & Malik M.A.S)                       | Jay Fase                                 | 3:17  |
| 18. | Capitale du crime 3 (feat. 3010 & Sneazzy)                        | Prinzly                                  | 4:41  |
| 19. | À la youv (Canardo)                                               | Canardo & DJ No Name                     | 3:33  |
| 20. | On me disait (Joker Squad feat. Sultan)                           | Starzcomet                               | 3:34  |
| 21. | Rappelle-Toi (Malik M.A.S feat. La Fouine)                        | B.E.R.                                   | 3:04  |
| 22. | Le Silence (Evaanz feat. Soprano)                                 | Marv’lous & Oz Touch                     | 4:06  |
| 23. | Original (Itunes Bonus Track) (feat. Nahr Sheitan Click)          | Hall F                                   | 5:31  |

## Clips
- 09 septembre 2011 : VNTM.com (réalisé par 1986 Prod)
- 30 septembre 2011 : Vécu (réalisé par 1986 Prod)
- 21 octobre 2011 : J'arrive En Balle (réalisé par 1986 Prod)
- 04 novembre 2011 : Ben Laden (réalisé par 1986 Prod)
- 15 novembre 2011 : C'est Bien De... (réalisé par 1986 Prod)
- 22 novembre 2011 : C'est Ça Le Thème (réalisé par 1986 Prod)
- 24 novembre 2011 : Rollin' Like A Boss (réalisé par 1986 Prod)
- 06 décembre 2011 : Rappelle-Toi (réalisé par Guillaume Viscogliosi)
- 09 décembre 2011 : Jalousie (réalisé par 1986 Prod)
- 15 décembre 2011 : À La youv (réalisé par Mont Martro)
- 25 décembre 2011 : Drogba
- 06 janvier 2012 : Capitale Du Crime 3 (réalisé par 1986 Prod)